# Walter Albert Weisskopf
Walter Albert Weisskopf (geboren 14. November 1904 in Wien, Österreich-Ungarn; gestorben 3. März 1991 in Menlo Park, Kalifornien) war ein österreichisch-amerikanischer Ökonom.

## Leben
Walter Albert Weisskopf war das älteste Kind des Rechtsanwalts Emil Weisskopf und der Marthe Gut und jüdischer Herkunft. Sein jüngerer Bruder Victor Weisskopf wurde Physiker, seine Schwester Edith Weisskopf-Joelson (1910–1983) Psychologin.
Weisskopf studierte Jura in Wien, Cambridge und Genf und wurde 1927 an der Universität Wien promoviert. Danach arbeitete er als Rechtsanwalt. 
Nach dem Anschluss Österreichs 1938 gelang ihm die Flucht in die USA. Er lehrte Volkswirtschaftslehre an der Universität Omaha bis 1943, danach arbeitete er am Central YMCA College in Chicago und für das National War Labor Board. 1945 erhielt er eine Professur für Ökonomie am neu gegründeten Roosevelt College in Chicago, aus dem später die Roosevelt University hervorging.
Weisskopf leitete fast zwanzig Jahre lang das Department of Economics, bevor er 1974 emeritiert wurde. Danach war er zwischen 1977 und 1979 noch Visiting Professor an der Stanford University.
Weisskopf publizierte an den Schnittstellen von Ökonomie, Philosophie und Psychologie.

## Schriften (Auswahl)
- Psychology of economics. Chicago, 1955
- Economic growth versus existential balance. Chicago, 1965
- Alienation and economics. New York, 1971
- Reflections on uncertainty in economics. 1984